# Shemekia Copeland
Shemekia Copeland (New York, 10 april 1979) is een Amerikaanse blueszangeres. Met haar stijl zet ze de traditie van zangeressen als Koko Taylor en Etta James voort.

## Biografie
Ze is geboren in Harlem en is de dochter van de Amerikaanse bluesgitarist Johnny "Clyde" Copeland. Ze ging als tiener reeds met haar vader mee op tournee en bracht als negentienjarige in 1998 haar eerste album uit, Turn the Heat Up! dat enthousiast onthaald werd. Het titelnummer geschreven door John Hahn en Jimmy Vivino werd genomineerd voor een W.C. Handy Blues Award voor beste bluessong van het jaar.
De opvolger Wicked uit 2000 werd genomineerd voor een Grammy Award en was goed voor twee Handy Awards: Blues Album van het jaar en Bluessong van het jaar voor "It's 2 AM" van Rick Vito. De song is ook te horen op de soundtrack van de film Angel Eyes. Bovendien won Shemekia de prijs voor Contemporary Blues-Female Artist of the Year, wat ze de twee volgende jaren herhaalde.
Talking to Strangers (2002) werd geproduceerd door Dr. John, die ook een aantal nummers schreef voor het album. Deze CD won eveneens een Handy Award voor Blues Album of the Year.
The Soul Truth uit 2005 werd geproduceerd door de legendarische Stax-gitarist Steve Cropper, die ook speelde op de CD die een mengeling bevatte van blues, funk en Memphis-soul. Dit album bevat ook een duet van Shemekia met Dobie Gray.
In 2009 maakte ze de overstap van Alligator Records naar Telarc met Never Going Back, geproduceerd door Oliver Wood, een van The Wood Brothers, net als het volgende album 33 1/3 dat werd genomineerd voor een Grammy Award. De overstap betekende ook een stijlverandering van de eerder ruwe en emotioneel geladen blues naar een meer gepolijste en gereserveerde rock/gospelsound. 33 1/3 bevatte naast nieuwe bluesnummers ook covers van Sam Cooke ("Ain't That Good News"), Bob Dylan ("I'll Be Your Baby Tonight") en haar vader Johnny Copeland ("One More Time").
Begin 2015 keerde ze terug naar Alligator Records.

## Discografie (albums)
- 1998: Turn The Heat Up
- 2000: Wicked
- 2002: Talking to Strangers
- 2005: The Soul Truth
- 2009: Never Going Back
- 2011: Shemekia Copeland - Deluxe Edition (compilatie)
- 2012: 33 1/3
- 2015: Outskirts of love
- 2018: America's child
- 2020: Uncivil War

- Bibsys: 1035158
- Bibliothèque nationale de France: cb15996012q (data)
- Gemeinsame Normdatei: 135427827
- International Standard Name Identifier: 0000 0000 4201 1446
- Library of Congress Control Number: no98116103
- MusicBrainz: ed241876-0c9e-4af9-b8d6-2dc41d3e438f
- Nationale Bibliotheek van Tsjechië: xx0018000
- Nationale Bibliotheek van Israël: 987007407808805171
- Réseau des bibliothèques de Suisse occidentale: 02-A016367965
- Système universitaire de documentation: 181717395
- Virtual International Authority File: 68556278
- WorldCat: E39PBJdCtV4Ddty4QXtK7WKDbd